# Hagelstad (naturreservat)
Hagelstad är ett naturreservat i Borgholms kommun i Kalmar län.
Området är naturskyddat sedan 2009 och är 15 hektar stort. Reservatet består av tidigare betesmark som nu är bevuxen med ädellövskog.                           